# 내도초등학교
내도초등학교는 대한민국 전라북도 무주군 무주읍 내도리에 있었던 초등학교이다.

## 연혁
- 1947.04.12 무주국민학교 내도분교장 개교(설립인가 3월 10일)
- 1953.04.30 본교로 승격
- 1996.03.01 내도초등학교로 변경
- 1997.03.01 무주초등학교로 통합